# La càrrega dels genets indis
La càrrega dels genets indis  (títol original en anglès:  The Charge at Feather River) és una pel·lícula estatunidenca dirigida per Gordon Douglas, estrenada el 1953. Ha estat doblada al català.

## Argument[2]
Amb totes aquelles fletxes enceses que es dirigeixen directament a l'audiència, és bastant obvi que La càrrega dels genets indis s'estrenés originalment en 3 D. Guy Madison protagonitza l'home de la frontera Milles Archer, que encapçala una tropa comandada pel sergent de cavalleria Baker (Frank Lovejoy) i per rescatar un parell de captives de mans dels indis. Una de les dues noies, Ann McKeever (Helen Westcott), és reticent de retornar perquè ha estat violada pels seus captors indis; l'altra noia, la germana d'Ann Jennie (Vera Miles), està enamorada del cap tribal i pretén trair els seus rescatadors a la primera oportunitat. El rescat s'ha planejat per desviar l'atenció dels indis del ferrocarril que s'està construint a través del seu territori.
El tema és per a Archer, els soldats i les dones retornar sencers. La pel·lícula acaba amb la càrrega, planejada de manera emocionant pel director Gordon Douglas.

## Repartiment
- Guy Madison: Miles Archer
- Frank Lovejoy: sergent Charlie Baker
- Helen Westcott: Anne McKeever
- Vera Miles: Jennie McKeever
- Dick Wesson: soldat Cullen
- Onslow Stevens: Grover Johnson
- Steve Brodie: soldat Ryan
- Ron Hagerthy: Johnny McKeever
- Fay Roope: tinent coronel Kilrain
- Neville Brand: soldat Morgan
- Henry Kulky: soldat Smiley
- Lane Chandler: soldat Zebulon Poinsett
- Fred Carson: Cap Thunder Hawk
- James Brown: soldat Connors
- Ralph Brooks: soldat Wilhelm
- Carl Andre: soldat Hudkins
- Ben Corbett: soldat Carver
- Fred Kennedy: Leech
- Dub Taylor: Danowicz
- John Damler: Dabney
- David Alpert: soldat Griffin
- Louis Tomei: soldat Curry
- Vivian Mason: Sra. Joan 'Mamie' Baker

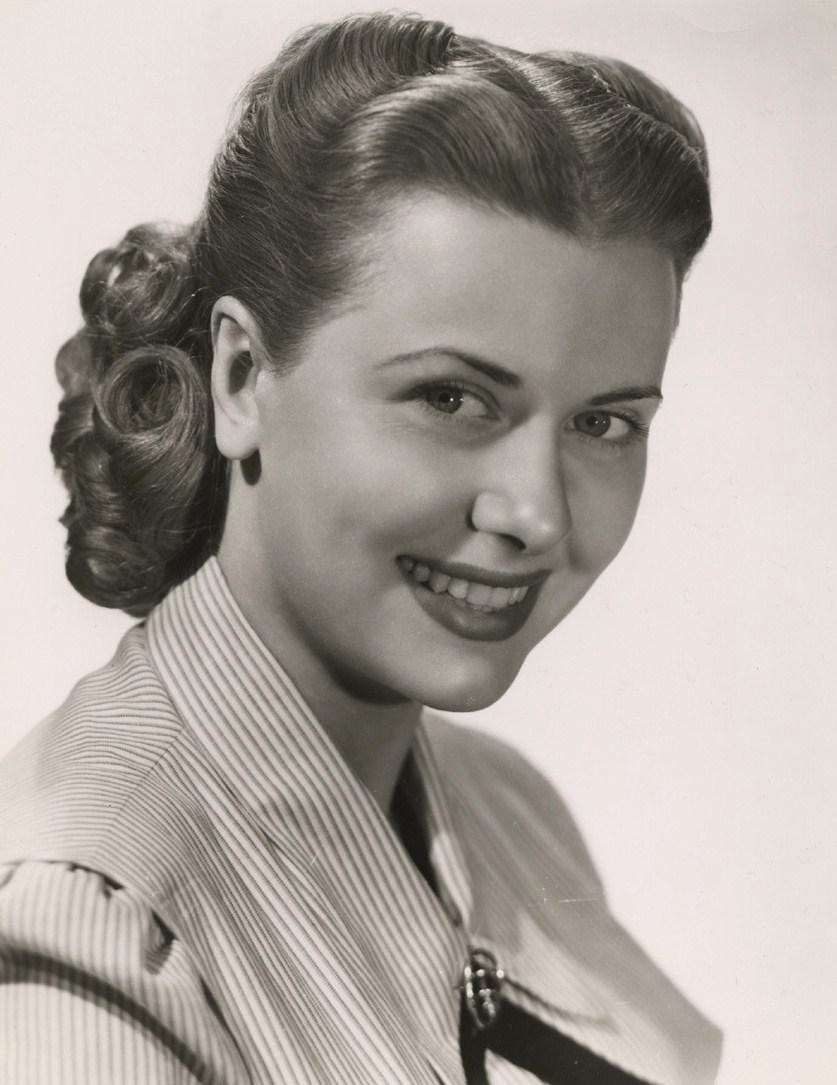
Helen Westcott interpreta Anne McKeever
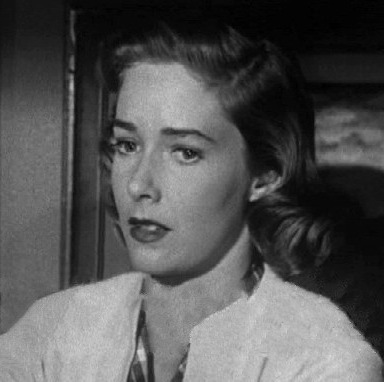
Vera Miles interpreta Jennie McKeever